# Параболична антена
Параболична антена је антена која користи параболични рефлектор, површина чији је попречни пресек парабола, за усмеравање радио таласа у једну тачку жаришта. С обзиром да се највише користи за пријем ТВ сигнала са сателита у нашем језику се одомаћио и израз сателитска антена.

## Намена
Основна карактеристика је висока усмереност, слично као рефлектор пројектора или џепне батерије. Параболична антена има један од највећих радних учинака од свих врста антена. Користи се за радио, телевизијске и друге врсте комуникација, те за радар, таласе чија је фреквенција од 300 Mhz до 30 Ghz. Релативно мале таласне дужине омогућавају оптималне величине рефлектора, да би се добио задовољавајући сигнал. Са открићем пријема сателитских телевизијских програма, параболичне антене су веома присутне као део модерног изгледа насеља. Поред пријема оне се често користе за предају и неизбежан су део сваке земаљске сателитске станице. Користи се и за микроталасни пренос, радарске антене на тлу и у авиону, бежичне WAN (Wide Area Network)/LAN (Local Area Network) везе, комуникације за сателитске и свемирске летелице, те за радио телескопе.

### Пријем ТВ сигнала са сателита
Једна од најприсутнијих намена је пријем дигиталног ТВ сигнала са сателита. Антене које се користе по домаћинствима су пречника од 50 до 120 cm. Како би се антена подесила на одговарајући сателит неопходно је знати тачну позицију сателита. Сви геостационарни (под утицајем земљине теже) сателити се налазе на Екватору, па је антене на нашим просторима (северна хемисфера) неопходно окренути ка југу и онда зависности од сателита урадити фина подешавања. Овако примљен сигнал треба проследити сет-топ боксу (електронској кутији за обраду и репродукцију) који сигнал дешифрује (ако је шифрован), декодује и прослеђује телевизору.

## Карактеристике
Постоје више карактеристика параболичних антена али све оне највише зависе од неопходног добитка антена као и ширином фреквентног опсега који прима. 

### Добитак антене
Ово је основна особина антена и директно утиче на корисни сигнал који предаје или прима. Добитак антене са рачуна по следећој формули:
{\displaystyle G={\frac {4\pi A}{\lambda ^{2}}}e_{A}={\frac {\pi ^{2}d^{2}}{\lambda ^{2}}}e_{A}}
где:
{\displaystyle A} је корисна површина антене,
{\displaystyle d} је дијаметар параболичне антене, ако је кружна
{\displaystyle \lambda } је таласна дужина пријемног таласа.
{\displaystyle e_{A}} је димензиони параметар који је између 0 и 1 и зове се антенска ефикасност. Типична ефикасност параболичних антена је од 0,55 до 0,70.
Из ове формуле се може закључити да добитак антене највише зависи од саме површине. Дакле што је антена већег пречника пријемни сигнал је знатно бољег квалитета.

### Зрачење антене
Код параболичних антена, практично сав користан сигнал концентрисан је дуж осе антене. Преостала снага која се зрачи около је обично много мања. То се базира на чињеници да је рефлектор код параболичне антене много већи од таласне дужине емитованог таласа. Због дифракције таласи који се расипају су такође веома уски. 
Угаона ширина зрачења код високо ефикасних антена се означава параметром који се мери на половини снаге зрачења. Он означава угаону дужину између тачака зрачења на којима снага сигнала падне на половину од максимлане вредности (-3 dB). За параболичне антене овај параметар θ се рачуна по формули :
{\displaystyle \theta =k\lambda /d\,}
где је k фактор који зависио од оштрине рефлектора и обично код параболичних антена износи 70.

## Занимљивости
Највећа параболична антена је у ствари радио телескоп (за астрономију) и налази се у Порторику. Саграђена је на тлу у долини тако да је фиксна. Пречник ове ентене је 305 m и има добитак од 10 милиона што је око 70 dBi, на фреквенцији 2.38 GHz. У нашој земљи највећа антена се налази у Приликама и има пречник од 18 m. До бомбардовања 1999. године постојале су још две антене од 36 m.